# 比恩斯多夫
比恩斯多夫是德国石勒苏益格－荷尔斯泰因州的一个市镇。总面积4.15平方公里，总人口341人，其中男性175人，女性166人（2011年12月31日），人口密度82人/平方公里。